# Politikåret 1900

## Händelser
- 27 april - Hugo Egmont Hørring tvingas avgå som Danmarks konseljpresident, finansminister, justitieminister och minister för Island. Han ersätts av Hannibal Sehested.[1]
- 25 juni - Giuseppe Saracco efterträder Luigi Pelloux som Italiens konseljpresident.[2]
- 12 september - Fredrik von Otter efterträder Erik Gustaf Boström som Sveriges statsminister.[3]
- 17 oktober - Bernhard von Bülow efterträder Chlodwig zu Hohenlohe-Schillingsfürst som Tysklands rikskansler.[4]

## Val och folkomröstningar
- 25 september till 24 oktober  - Conservative Party i allians med Liberal Unionist Party vinner parlamentsvalet i Storbritannien.
- 6 november - Republikanen William McKinley väljs om som president i USA.

## Organisationshändelser
- 27 februari - I Storbritannien bildas Labour Representation Committee, som senare ska bli Labour Party.

## Födda
- 21 april – Dumarsais Estimé, Haitis president 1946–1950.
- 1 september – Gunnar Hedlund, Centerpartiets partiledare 1949–1971, Sveriges inrikesminister 1951–1957.
- 3 september – Urho Kekkonen, Finlands president 1956–1982.
- 29 september – Miguel Alemán Valdés, Mexikos president 1946–1952.
- 20 oktober – Ismail al-Azhari, Sudans president 1965–1969.
- Okänt datum – Choi Yong-kun, Nordkoreas president 1957–1972.
- Okänt datum – Joseph Pierre-Louis, Haitis president 1956–1957.

## Avlidna
- 2 april – Gustaf Åkerhielm, Sveriges statsminister 1889–1891.

### Fotnoter
1. ↑  ”Denmark” (på engelska). World Statesmen. http://www.worldstatesmen.org/Denmark.html. Läst 7 november 2012.
2. ↑  ”Italy” (på engelska). World Statesmen. http://www.worldstatesmen.org/Italy.htm. Läst 31 juli 2015.
3. ↑  ”Sweden” (på engelska). World Statesmen. http://www.worldstatesmen.org/Sweden.html. Läst 31 juli 2015.
4. ↑  ”Germany” (på engelska). World Statesmen. http://www.worldstatesmen.org/Germany.html. Läst 31 juli 2015.